# Конвенція про радіаційний захист 1960 року
Конвенція про радіаційний захист 1960 року — це конвенція Міжнародної організації праці що обмежує опромінення працівників іонізуючим випромінюванням та забороняє особам молодше 16 років працювати на роботах, де вони можуть отримати таке опромінення. (Стаття 6)

Її було прийнято в 1960 році, а в преамбулі зазначено:
ухваливши рішення про прийняття деяких пропозицій щодо захисту працівників від іонізуючого випромінювання,. . .

 Стаття 2. Ця Конвенція застосовується до всіх видів діяльності, пов'язаних з опроміненням працівників іонізуючим випромінюванням під час їх роботи.
Стаття 5. Слід докладати всіх зусиль, щоб обмежити вплив іонізуючого випромінювання на працівників до найнижчого рівня, який можливо забезпечити.

 Стаття 12 зобов’язує проходити подальші медичні огляди через відповідні проміжки часу, а стаття 13 зобов’язує роботодавця вживати будь-яких необхідних заходів щодо виправлення ситуації на основі технічних висновків і медичних рекомендацій.

## Ратифікації
Станом на січень 2020 року конвенцію ратифікували 50 держав.
- Текст.
- Ратифікації.